# Mokraje (przystanek kolejowy)
Mokraje (biał. Мокрае; ros. Мокрое) – przystanek kolejowy w miejscowości Mokraje, w rejonie bychowskim, w obwodzie mohylewskim, na Białorusi. Położony jest na linii Orsza - Mohylew - Żłobin.